# James Paine

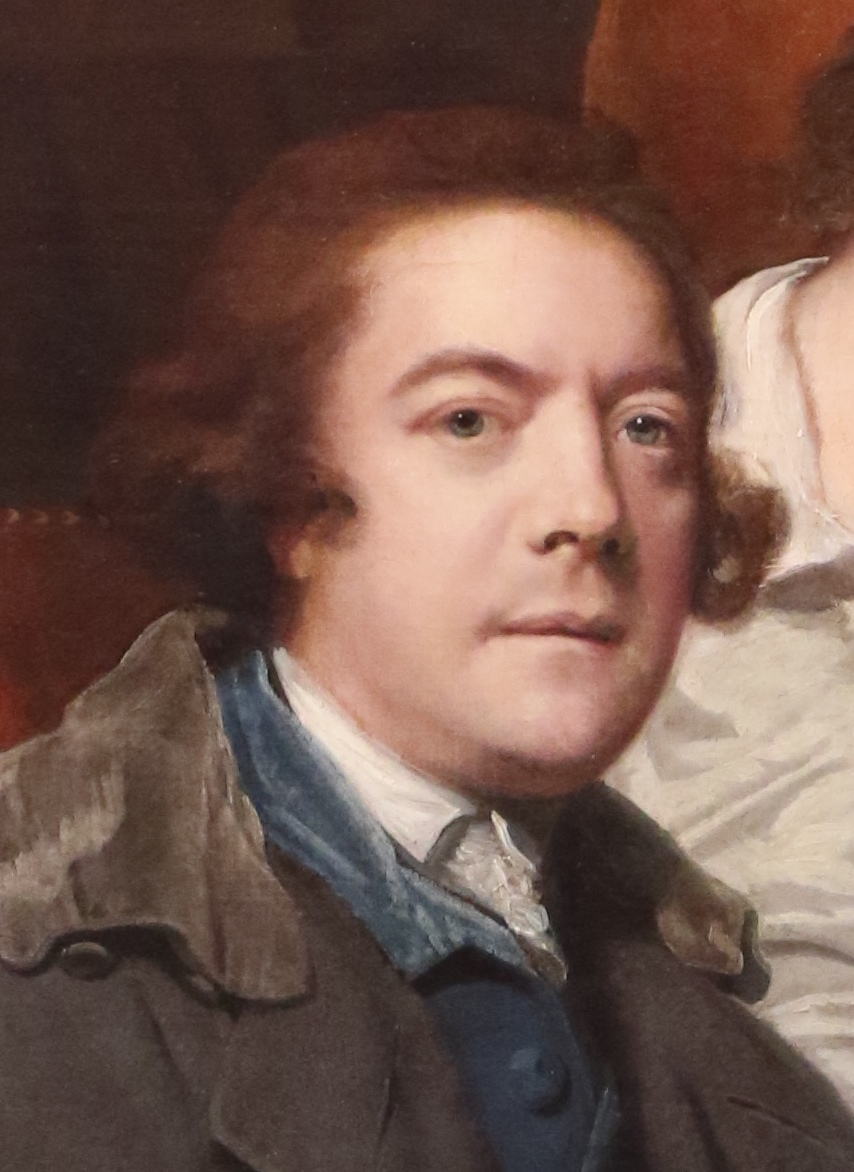
Por Sir Joshua Reynolds.

James Paine (1717—1789) foi um arquiteto inglês.

## Histórico
Essencialmente um palladiano, começou sua carreira como escrivão de obras no Nostell Priory, e trabalhou em muitos outros projetos na área, incluindo a Heath House na vila de Heath entre Nostell Priory e Wakefield. A partir da década de 1750, começou a trabalhar por conta própria, e projetou muitas villas, geralmebte consistindo de um edifício central, frequentemente com uma fina escadaria, e duas alas simétricas. A residência mais importante na qual ele esteve envolvido foi Kedleston Hall, Derbyshire, onde sucedeu a Matthew Brettingham entre 1759-1760 e sugeriu o vestíbulo com colunatas, mas foi substituído por Robert Adam, que alterou seus desenhos. Por essa mesma época, ele desenhou os grandes estábulos em Chatsworth House, no mesmo condado. Nos anos 1760, ele foi contratado para reconstruir Worksop Manor. Entre 1770-1776, construiu New Wardour Castle em Wiltshire (apresentado como a Royal Ballet School no filme Billy Elliott).
Paine exerceu vários cargos, algumas sinecuras, no Office of Works culminando com sua indicação como um dos dois Architects of the Works em 1780, mas perdeu o cargo numa reorganização efetuada em 1782. Sua prática declinou em seus últimos anos e ele se recusou a participar dos modismos neoclássicos estabelecidos pelos irmãos Adam. Publicou a maioria de seus trabalhos nos dois volumes de Plans, elevations and sections of Noblemen and Gentlemen's Houses (1767 e 1783).

## Outras obras
- Doncaster Mansion House (completada em 1748), uma das três únicas mansões cívicas de toda a Inglaterra.